# Bel-Harran-szaddu’a
Bel-Harran-szaddu’a (akad. Bēl-Ḫarrān-šaddû’a, w transliteracji z pisma klinowego zapisywane mEN-KASKAL-KUR-u-a, mEN-KASKAL-KUR-a i mEN-KASKAL-KUR-u; tłum. „Pan miasta Harran jest mą górą”) – wysoki dostojnik za rządów asyryjskiego króla Aszurbanipala (669-627? p.n.e.), gubernator prowincji Kar-Asarhaddon (tj. Sydonu); eponim (limmu) w 650 r. p.n.e. Jako gubernator Kar-Asarhaddon (LÚ.NAM URU.KAR-maš-šur-PAB-AŠ) wymieniany jest w uszkodzonym dokumencie administracyjnym wyliczającym owce należne różnym dostojnikom dworskim. Jego imieniem jako eponima datowane są listy z królewskiej korespondencji, raporty z wróżb z dworu królewskiego oraz dokumenty prawne i administracyjne pochodzące z Niniwy, Kalhu i Til-Barsip. 
Bel-Harran-szaddu’a identyfikowany jest z gubernatorem Tyru (LÚ.GAR.KUR ṣur-ri) o imieniu Bel-szaddu’a (skrócona forma imienia Bel-Harran-szaddu’a), który datuje jako eponim dokument zawierający przesłanie od wieszczki z Arbeli dla króla Aszurbanipala. 